# 提格濟爾特
36°54′N 4°07′E / 36.900°N 4.117°E

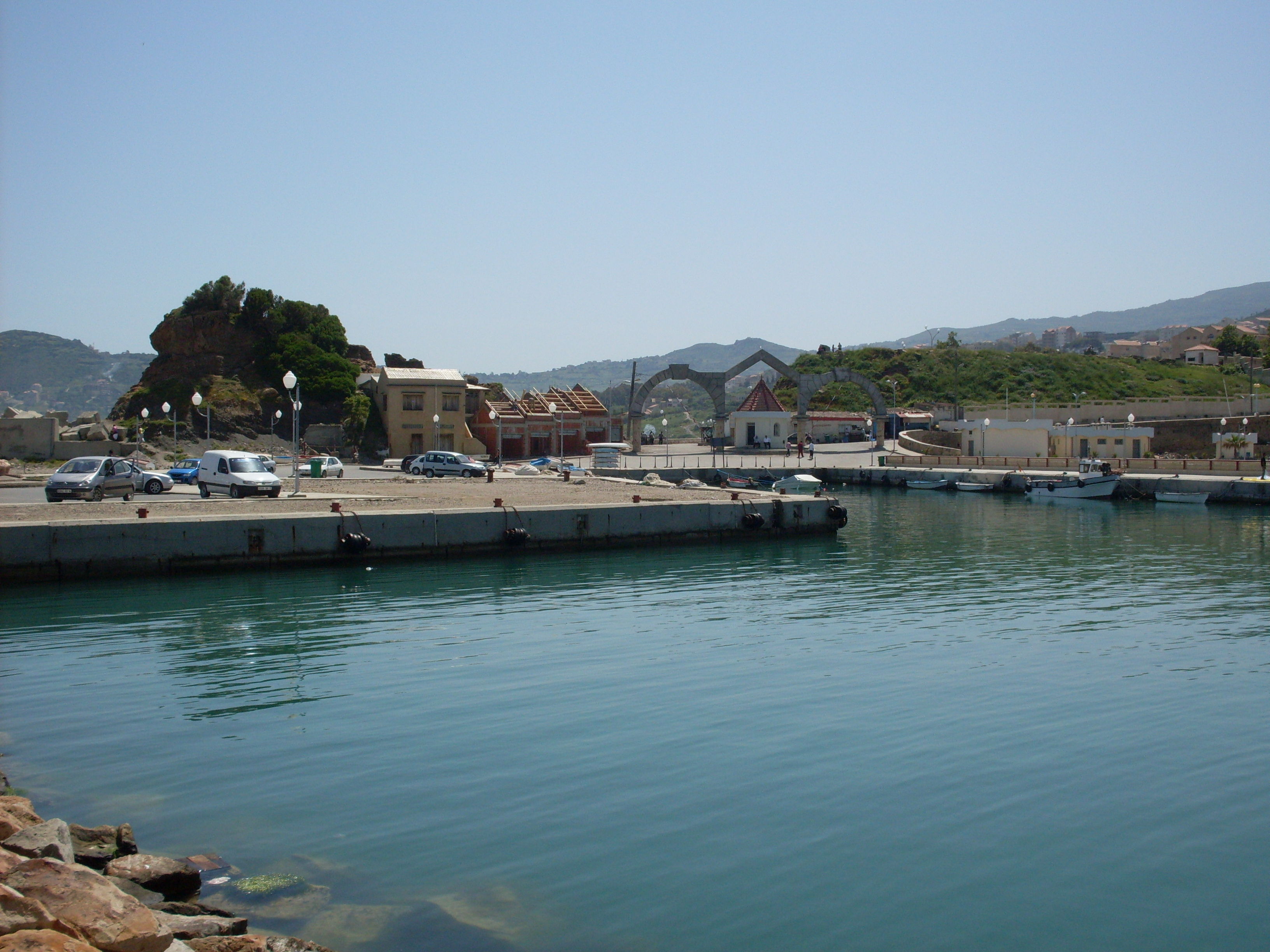

提格濟爾特（阿拉伯语：‎），是阿爾及利亞的城鎮，位於該國北部，由提濟烏祖省負責管轄，是提格濟爾特區的首府，面積42平方公里，2008年人口11,962，人口密度每平方公里287人。